# Студентська команда
«Студентська команда» (оригінальна назва — Університетський блюз; англ. Varsity Blues) — американська молодіжна спортивна драма 1999 року режисера Браяна Роббінса.

## Сюжет
Джонатан «Мокс» Моксон - гравець футбольної команди «Койоти». Він з дитинства, як і майже всі хлопчики в його містечку Вест-Канаан, розташованому в штаті Техас, займається спортом. Але в команді він - резервний захисник, що, втім, його зовсім не засмучує, бо він мріє покинути Техас і вступити до Браунського університету. Він не хоче грати під керівництвом легендарного тренера Бада Кілмера, який торує шлях до перемог не шкодуючи здоров'я гравців. Втім, Моксу доводиться вийти на поле у основному складі, коли Кілмер змушує зіркового захисника «Койотів» Ленса Гарбора, найкращого друга Мокса та старшого брата його дівчини Джулз, робити знеболюючі уколи в травмоване коліно, що призвело до того, що Ленс ще більше пошкодив коліно під час гри. Вихід Мокса замість Ленса на посаді капітана команди та стартового захисника приносить Моксу несподівані дивіденди. Але коли Кілмер дізнається, що Мокс виграв повну академічну стипендію університету, він погрожує підмінити оцінки Мокса, щоб поставити під загрозу його стипендію, якщо він не слухатиме його настанов. Не злякавшись, Мокс веде за собою друзів проти тренера і до перемоги у чемпіонаті.

## У ролях
| Актор              | Роль                   |
| ------------------ | ---------------------- |
| Джеймс Ван Дер Бік | Джонатан «Мокс» Моксон |
| Джон Войт          | Бад Кілмер             |
| Пол Вокер          | Ленс Гарбор            |
| Рон Лестер         | Біллі Боб              |
| Скотт Каан         | Чарлі Твідер           |
| Емі Смарт          | Джулз Гарбор           |
| Елі Лартер         | Дарсі Сірс             |

## Критика
На Rotten Tomatoes фільм отримав оцінку 43% на основі 56 відгуків від критиків і 76% від більш ніж 100 000 глядачів.

## Нагороди
- 1999 Teen Choice Awards:
  - прорив року (перемога) / Джеймс Ван Дер Бік
  - Choice Movie: Драма (номінація)
- 1999 MTV Movie & TV Awards
  - Кінонагорода MTV за найкращий прорив року (перемога) / Джеймс Ван Дер Бік
  - Найкраща пісня з фільму (номінація)
- 2000 Blockbuster Entertainment Awards:
  - Найкращий новачок серед чоловіків (номінація) / Джеймс Ван Дер Бік